# (Best Live)
(Best Live) è il secondo album dal vivo di James Taylor, pubblicato nel giugno del 1994.

## Tracce
Brani composti da James Taylor, eccetto dove indicato
1. Sweet Baby James – 4:12
2. Handy Man – 3:34 (Otis Blackwell, Jimmy Jones)
3. Your Smiling Face – 2:51
4. Steamroller Blues – 5:35
5. Mexico – 3:18
6. Walking Man – 4:07
7. Country Road – 5:45
8. Fire and Rain – 4:34
9. How Sweet It Is – 6:57 (Brain Holland, Lamont Dozier, Edward Holland Jr.)
10. Riding on a Railroad – 2:42
11. Something in the Way She Moves – 3:59
12. Sun on the Moon – 3:51
13. Up on the Roof – 4:13 (Gerry Goffin, Carole King)
14. Copperline – 4:40 (Reynolds Price, James Taylor)
15. Slap Leather – 2:14
16. You've Got a Friend – 5:10 (Carole King)
17. That Lonesome Road – 2:46 (James Taylor, Don Grolnick)

Durata totale: 70:28

## Musicisti
- James Taylor - chitarra, voce
- Michael Landau - chitarra
- Don Grolnick - pianoforte
- Clifford Carter - tastiere
- Jimmy Johnson - basso
- Carlos Vega - batteria
- Arnold McCuller - accompagnamento vocale
- David Lasley - accompagnamento vocale
- Kate Markowitz - accompagnamento vocale
- Valerie Carter - accompagnamento vocale